# Oederquart
Oederquart ist eine niedersächsische Gemeinde im Norden des Landkreises Stade. Sie ist Teil der Samtgemeinde Nordkehdingen.

## Geographie

### Standort
Oederquart liegt etwa 35 Kilometer südöstlich der Küstenstadt Cuxhaven und etwa 40 Kilometer nordwestlich von Hamburg. Es liegt in der Nähe des Elbufers, das seine Entwicklung und Wirtschaft historisch beeinflusst hat.

### Klima
Der Ort hat ein gemäßigtes Seeklima, typisch für die norddeutsche Landschaft, mit mildem Winter und warmen Sommer.

## Geschichte

### Name
Der Name Oederquart leitet sich vermutlich von den altsächsischen Wörtern „Oeder“ für „Vieh“ und „quart“ für Siedlung oder Gehege ab und spiegelt die landwirtschaftlichen Wurzeln des Dorfes wider.

### Mittelalter
Oederquart wurde erstmals 1331 urkundlich erwähnt.
Siedlungsgeschichtlich lässt sich die Vergangenheit des Ortes in drei Perioden einteilen. Nach der Chauken- oder Sachsenzeit wurde Oederquart Ziel der Holländer-Kolonisation des 12. Jahrhunderts sowie der sogenannten Bruch- und Moor-Kolonisation der letzten Jahrhunderte.
Im Mittelalter erlebte Oederquart als kleine Siedlung eine Blütezeit. Das Dorf entwickelte sich um eine zentrale Kirche herum, die den Bewohnern als Mittelpunkt diente. Die Landwirtschaft war die Hauptbeschäftigung. Aus historischen Aufzeichnungen geht hervor, dass Oederquart Teil des Feudalsystems war, wobei die örtlichen Herren die landwirtschaftlichen Aktivitäten überwachten.

### 16. bis 18. Jahrhundert
Im 16. Jahrhundert erlebte Oederquart einen wirtschaftlichen Aufschwung durch den Anbau von Obst, insbesondere Äpfeln und Birnen. Die Entwicklung wurde durch den Bau von Deichen und Kanälen begünstigt, die das Land vor Überschwemmungen schützten und die landwirtschaftliche Nutzung verbesserten.
Im 18. Jahrhundert wurde die Gemeinde eine eigenständige politische Einheit, was zur Gründung einer eigenen Verwaltung führte. Die Einwohner lebten hauptsächlich von der Landwirtschaft und dem Obstbau.

### 19. und 20. Jahrhundert

#### Veränderung Industrialisierung / Anbindung an den Schienenverkehr
Im 19. Jahrhundert erlebte Oederquart durch die Industrialisierung einen Wandel. Die Einführung moderner Anbaumethoden führte zu einer Steigerung der Obstproduktion. Während die industrielle Revolution überall in Europa Veränderungen auslöste, fand sie auch in hier ihren ganz eigenen Ausdruck. Obwohl das Dorf hauptsächlich landwirtschaftlich geprägt war, begann es, sich auf die Kleinindustrie zu konzentrieren, was Innovation und Fortschritt förderte. Die Einführung der Eisenbahn im späten 18. Jahrhundert, gemeint ist die Eisenbahnlinie Hamburg–Cuxhaven in den 1880er Jahren erleichterte den Transport von Waren und trug zur wirtschaftlichen Entwicklung bei, eröffnete neue Horizonte, verband Oederquart mit größeren Städten und erleichterte den Handel.

#### Judenverfolgung
Ende des 18. Jahrhunderts wurden auch in Oederquart aus Böhmen eingewanderte Juden sesshaft. Mit Beginn der „Naziherrschaft“  erfuhren die jüdischen Mitbürger vor Ort öffentlich Ressentiments, sie wurden missachtet und Repressalien ausgesetzt. Auch in Oederquart gab es im November 1938 die sog. Reichspogromnacht mit der Folge, dass der jüdischen Mitbürgerin Selma Bernau, geb. Renner, die Fensterscheiben eingeworfen, und zeitweise keine Waren mehr verkauft wurden, sowie die beiden Kinder, Ernst und Eduard Renner, nicht mehr die Schule besuchen durften. Selma Bernau verkaufte ihren Besitz in Oederquart (zwangsweise) und zog mit ihren beiden Kindern nach Hamburg, wo sie noch einige Zeit lebte, bis auch diese Familie 1942 deportiert und im KZ Auschwitz ermordet wurde.

#### Folgen des Zweiten Weltkrieges
Der Zweite Weltkrieg brachte seine eigenen Herausforderungen mit sich, da auch Oederquart unter der allgemeinen Nahrungsmittelknappheit litt. Dennoch blieb der Dorfgeist bestehen. Nach dem Krieg trat Oederquart in eine Phase des Wiederaufbaus und der Erneuerung ein. Die Gemeinde schloss sich dabei zusammen, restaurierte Häuser und Infrastruktur und wuchs stark in ihrer Bevölkerung durch die Flüchtlingsbewegung.
Gleichzeitig wandelte sich die landwirtschaftliche Struktur und viele Betriebe spezialisierten sich auf die Produktion von qualitativ hochwertigem Obst.

#### Anflugschneise über Oederquart
Im Zweiten Weltkrieg führte die britische Royal Air Force (RAF) zahlreiche Luftangriffe auf deutsche Städte durch, um die Kriegsanstrengungen des nationalsozialistischen Regimes zu schwächen. Besonders markant war der Luftangriff auf Hamburg im Sommer 1943, während der Operation „Gomorrah“. Ein bemerkenswerter Aspekt dieser Angriffe (auf die Stadt Hamburg) war die Orientierung der Bomberpiloten, die oft auf markante Landpunkte zurückgriffen, darunter die Kirche von Oederquart. Ihre markante Silhouette war für die Piloten aus großer Höhe gut sichtbar. Historische Berichte deuten darauf hin, dass viele Piloten die Kirche als Orientierungspunkt nutzten, um ihre Position zu bestimmen und ihren Kurs zum Ziel zu verifizieren. Diese Praxis war nicht unüblich; viele Bomberpiloten verwendeten geografische Landmarken zur Navigation, besonders in Zeiten, in denen moderne Technologien noch nicht weit verbreitet waren.

### Neuzeit
In den letzten Jahrzehnten hat Oederquart seinen ländlichen Charakter bewahrt, während sich die Gemeinde zunehmend als Wohnort für Pendler nach Hamburg etabliert hat. Die Mischung aus traditioneller Landwirtschaft und modernen Wohngebieten prägt das Bild der Gemeinde heute.
1975 wurde von der Gemeinde ein Kinderspielkreis für Kinder im Vorschulalter eingerichtet. Daraus entstand 1992/93 ein neuer Kindergarten.

### Einwohnerentwicklung
- 1925: 1.620 Einwohner
- 2003: 1.300 Einwohner (ca.)
- 2015: 1.040 Einwohner
- 2023: 1.006 Einwohner[10]

## Politik

### Gemeinderat
Der Rat der Gemeinde Oederquart besteht aus elf Ratsfrauen und Ratsherren. Dies ist die festgelegte Anzahl für eine Mitgliedsgemeinde einer Samtgemeinde mit einer Einwohnerzahl zwischen 1.001 und 2.000 Einwohnern. Die Ratsmitglieder werden durch eine Kommunalwahl für jeweils fünf Jahre gewählt.
Die vergangenen Gemeinderatswahlen ergaben folgende Sitzverteilungen:
| Wahljahr | FWG                                                                 | CDU | SPD | Gesamt   |
| 2021     | 5                                                                   | 4   | 2   | 11 Sitze |
| 2016     | 4                                                                   | 4   | 3   | 11 Sitze |
|          | __________________________ FWG: Freie Wählergemeinschaft Oederquart |     |     |          |

### Bürgermeister
Bürgermeister ist Stefan Raap (FWG). Sein Stellvertreter ist Jörg Oldenburg (CDU). Zweiter Stellvertreter ist Lothar Bahr (SPD). Gemeindedirektorin ist Samtgemeindebürgermeisterin Erika Hatecke.

### Wappen
Blasonierung: Auf grüner Wurt, im roten Feld, eine silberne Linde mit 15 Blättern.

## Infrastruktur

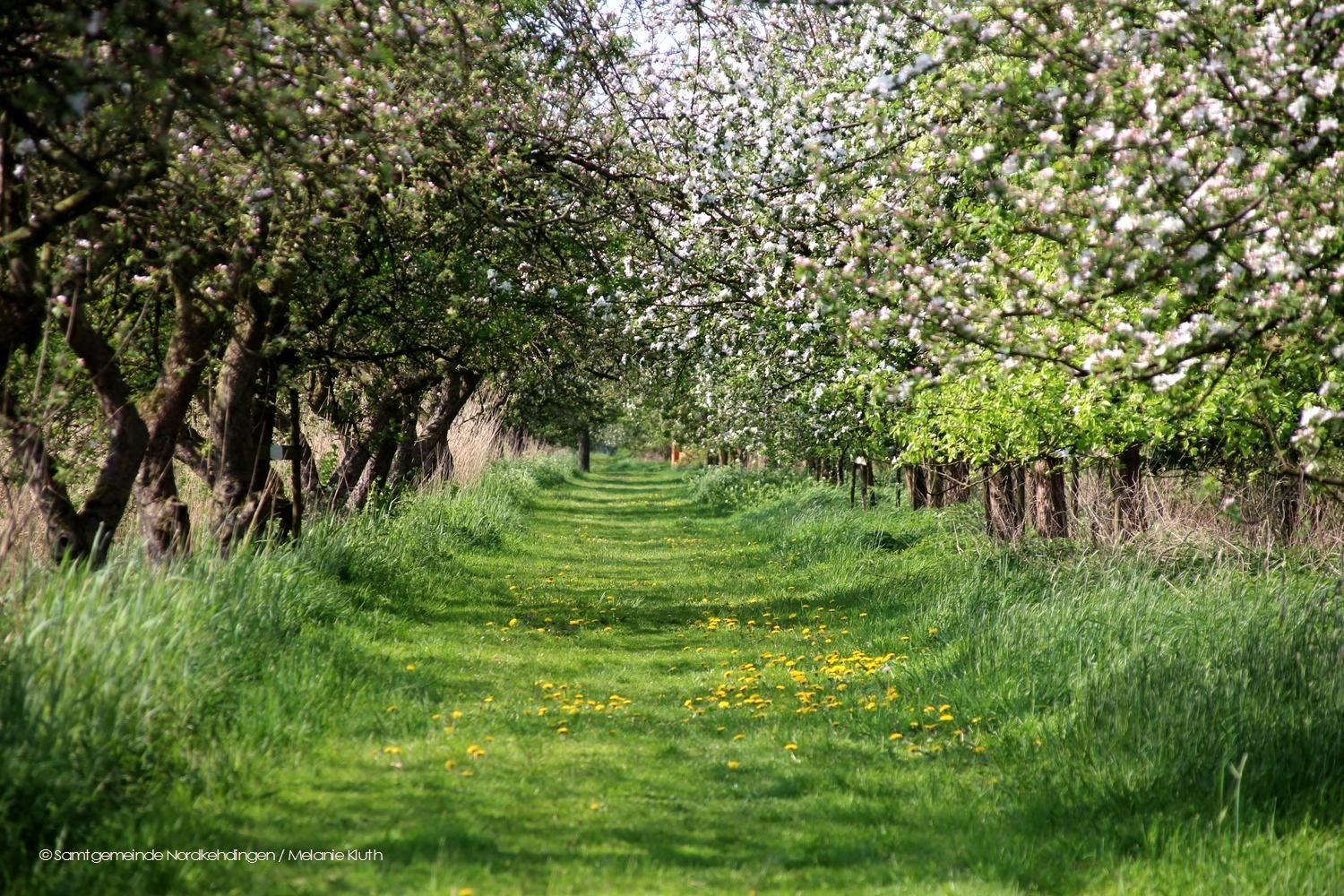
Öffentlicher Barfußpfad

### Verkehr
Oederquart verfügt über Anbindung an die umliegenden Städte mit öffentlichen Verkehrsmitteln. Weitläufige Rad- und Wanderwege schlängeln sich durch die umliegende Landschaft und laden zu Erkundungen im Freien ein. Diese Wege bieten Bewohnern und Besuchern gleichermaßen eine Ruhepause und laden sie ein, die verborgenen Schätze der Landschaft zu entdecken. Darunter befindet sich der 4 km lange Barfußpfad Von Korffscher Weg (Rundwanderweg). Des Weiteren liegt der Ort an der Deutschen Fährstraße. Durch diese ist auch Schleswig-Holstein schnell erreichbar.

### Windmühlen
Moderne Windkraftanlagen haben seit ihrem Bau in den 1990er-Jahren in Oederquart ökologische und soziale Auswirkungen, einerseits als Beitrag zur Reduzierung von Treibhausgasemissionen und zur wirtschaftlichen Stärkung der Gemeinde. Andererseits haben viele Anwohner haben auch Bedenken geäußert, auch in Form eines Bürgerbegehrens in dessen Ergebnis sich eine Mehrheit der Bürger gegen neue Windräder aussprach. Die Umsetzung des Baus der neuen Windräder wurde durch den Gemeinderat trotzdem durchgesetzt.

### Bauwerke

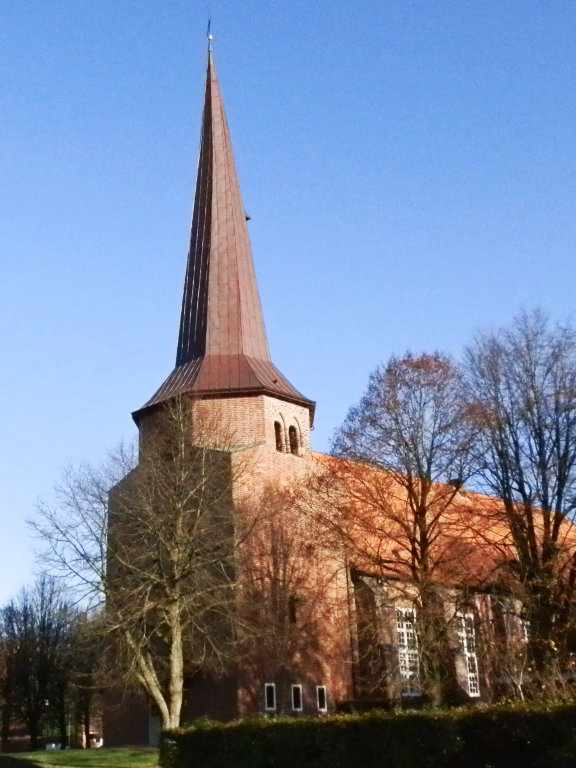
Kirche in Oederquart

- Kirche in OederquartSpätgotische Saalkirche St. Johannis aus Backstein mit polygonalem Ostchor sowie 2014, 2015 und 2016/2017 rekonstruierter Orgel nach Arp Schnitger mit 28 Registern auf drei Manualen und Pedal[17][18]
- Thingplatz: historisch bedeutsame Thing-Stätte in Oederquart, bis 1852 Wahlort der Hauptleute

### Vereine
- MTSV Oederquart von 1922
- S/G Freiburg/Oederquart

### Kulinarische Spezialitäten
- Kehdinger Hochzeitssuppe

## Personen
- Georg von der Decken (1787–1859), hannoveranischer General